# Герб Сен-Пьера и Микелона
Герб Сен-Пьера и Микелона —официальный геральдический символ заморского сообщества Франции Сен-Пьер и Микелон, известен с 40-х годов XX века. Представляет собой щит, в лазоревом поле которого плывёт каррака под золотыми парусами. Корабль символизирует «Grande Hermine» — судно, на котором Жак Картье прибыл на Сен-Пьер 15 июня 1535 года. В главе щита находятся три флага, символизирующие изначальный этнический состав островов: правый (левый по отношению к зрителю) представляет флаг Басконии, средний — Бретани и левый — Нормандии. Щит увенчан морской короной, представляющей собой пять стилизованных парусников. Девиз Сен-Пьера и Микелона написан на серебряной ленте: «A mare labor» («Труд из моря»). Значение океана для жизни островов также символизируют два якоря за щитом.